# Потапово (Рузский городской округ)
Потапово — деревня в Рузском районе Московской области, входит в состав сельского поселения Ивановское. На 2006 год постоянного населения в деревне не было. До 2006 года Потапово входило в состав Ивановского сельского округа.
Деревня расположена на северо-западе района, у границы с Волоколамским районом, примерно в 16 километрах к северо-западу от Рузы, на берегу впадающего в Рузское водохранилище безымянного ручья, высота центра над уровнем моря 215 м. Ближайшие населённые пункты — в 200 м на юге Лашино, в 1,5 км восточнее — Ведерники; у южной окраину деревни проходит автодорога 46К-9191 Волоколамск — Руза.